# Hertnid von Stein

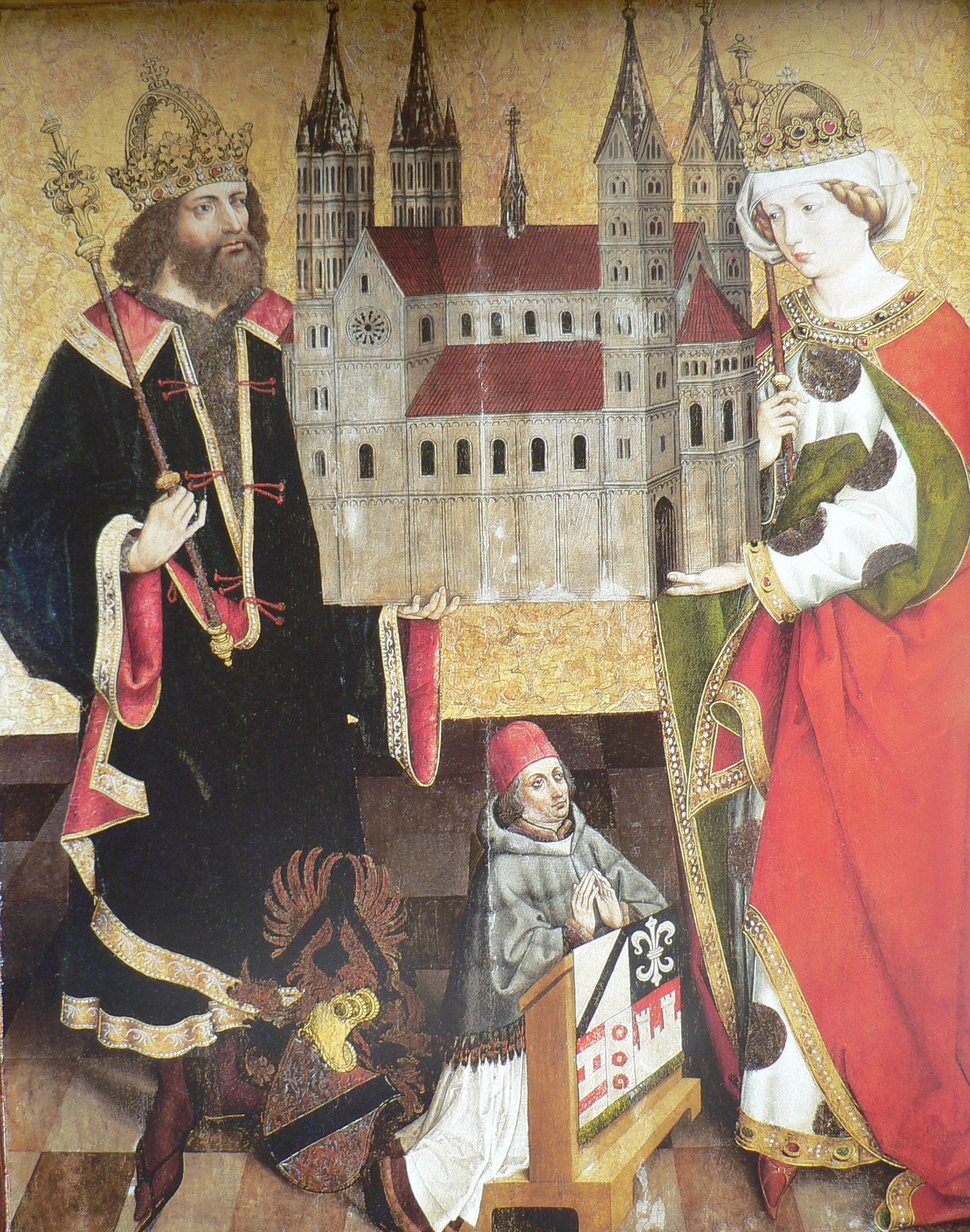
Porträt auf dem Hertnid-Altar

Hertnid von Stein, auch Hertnid vom Stein, (* um 1427; † 1491) war Diplomat, Bamberger Domherr und Kunstmäzen.
Hertnid von Stein stammte aus dem Adelsgeschlecht von Stein zu Nord- und Ostheim und war ein Gelehrter der Rechtswissenschaften, er stand im Dienste der Bischöfe von Bamberg und des Markgrafen Albrecht Achilles. Er war Propst von St. Jakob in Bamberg. Als Diplomat befand er sich am kaiserlichen Hof und an der päpstlichen Kurie. 1487 war er anwesend bei der Weihe von Bischof Heinrich III. Groß von Trockau.
Als Oberpfarrer von Hof erhielt er bedeutende Pfründe. Auch wenn er das Amt nicht selbst ausübte, sorgte er sich um den Ausbau der Michaeliskirche. Er gilt als Auftraggeber des Hofer Altars, den Hans Pleydenwurff anfertigte und der sich heute in der Alten Pinakothek in München befindet sowie des Hertnid-Altars in der Hofer Lorenzkirche. Im zentralen Tafelbild mit dem Kaiserpaar Heinrich und Kunigunde hat er sich porträtieren lassen.